# Pillars of Eternity II: Deadfire
Pillars of Eternity II: Deadfire – komputerowa gra fabularna stworzona przez studio Obsidian Entertainment. Została wydana 8 maja 2018 roku przez Versus Evil na platformy Microsoft Windows, MacOS i Linux. Wydanie na konsole PlayStation 4, Xbox One i Nintendo Switch zapowiedziano na koniec 2018 roku. Gra została oficjalnie zapowiedziana na stronie firmy w styczniu 2017, po czym rozpoczęto zbiórkę pieniędzy w serwisie Fig, podczas której zgromadzono 4,4 miliona dolarów. Gra korzysta z silnika Unity.

## Fabuła
Akcja gry toczy się na fikcyjnej planecie Eora w regionie zwanym Archipelagiem Martwego Ognia. Do świata powraca bóg Eothas w postaci tytana widocznego w Pillars of Eternity w podziemiach Od Nua. Na Archipelagu występują różne ugrupowania. Najważniejsze z nich to Huana – rdzenni mieszkańcy wysp, Królewska Kompania Martwego Ognia, próbująca przejąć kontrolę nad ww. obszarem, Príncipi, do których należą piraci i oszuści oraz Vailiańska Kompania Handlowa walcząca z Príncipi.

## Rozgrywka
Deadfire, tak jak część pierwsza, jest komputerową grą fabularną, a większość podstawowych elementów mechaniki jest taka sama lub zbliżona. Gra rozpoczyna się od stworzenia własnej postaci. Niezależnie od wybranej klasy dostępne są przynajmniej trzy podklasy do wyboru. Gracz steruje drużyną bohaterów widzianą z rzutu izometrycznego. Wędrując po świecie, można spotkać osoby dające zadania nagradzane doświadczeniem czy przedmiotami. Do postaci mogą dołączyć towarzysze, z których część pochodzi z pierwszej części gry. Podczas walki można włączyć aktywną pauzę i wydać polecenia swoim postaciom. Podobnie jak w pierwszej części gracz otrzymuje punkty doświadczenia za wykonane zadania czy odkrywanie nowych obszarów, ale nie po zabiciu przeciwników. Gracz ma możliwość przemieszczania się własnym statkiem pomiędzy wyspami. Statek można ulepszyć pod względem wizualnym i usprawnić jego wyposażenie bojowe.

## Produkcja
Produkcja Deadfire została oficjalnie zapowiedziana w styczniu 2017, chociaż szef studia, Feargus Urquhart potwierdził ją już w maju rok wcześniej. Tak jak w przypadku poprzedniej części, twórcy poprosili graczy o sfinansowanie gry. Początkowym celem było uzbieranie 1,1 miliona dolarów, ale ostatecznie udało się uzbierać 4,4 miliona. Od listopada 2017 roku osoby, które wsparły twórców odpowiednią kwotą, mogły uczestniczyć w zamkniętych betatestach. Gra miała zostać wydana w kwietniu, jednak premierę przesunięto na początek maja.

## Odbiór gry
Pillars of Eternity II: Deadfire spotkało się z dobrym przyjęciem zarówno ze strony recenzentów, jak i graczy. W agregatorze GameRankings średnia ocen z 27 recenzji wynosi 89,07%. Doceniono świat gry, jej fabułę, oraz możliwości rozwoju postaci. Jednocześnie zwrócono uwagę na drobne niedociągnięcia w grze, które miejscami utrudniają rozgrywkę.